# Maud Wyler

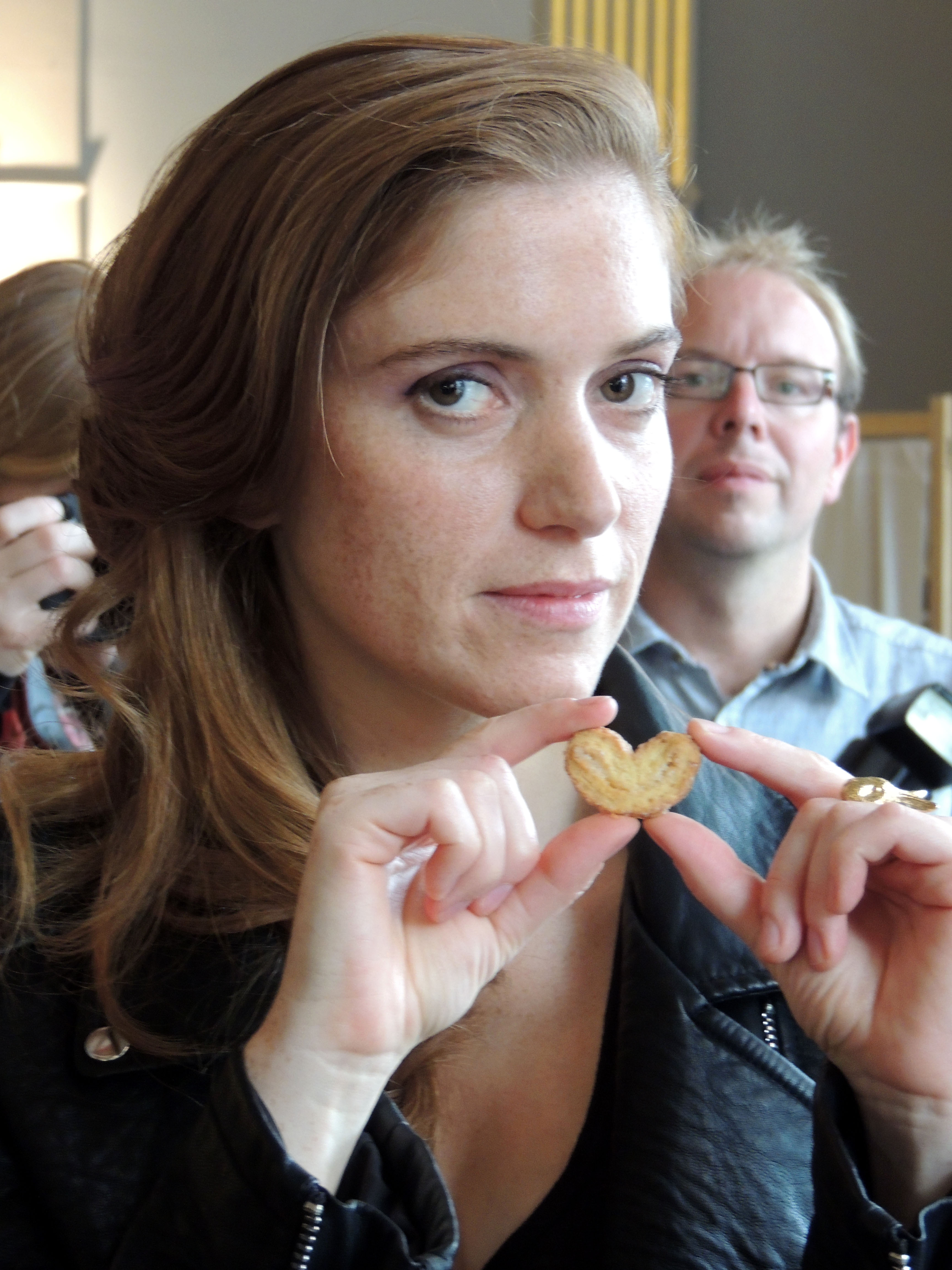
Maud Wyler (2013)

Maud Wyler (* 14. Dezember 1982) ist eine französische Schauspielerin.

## Leben und Wirken
Wyler wuchs bei ihrer Mutter, einer Tänzerin, auf. Ihren ersten Schauspielunterricht nahm sie im Alter von fünf Jahren. 2002 hatte sie eine Rolle in einer Theateradaption von Alexandre Dumas’ Roman Der Graf von Monte Christo. Anschließend besuchte sie das Conservatoire national supérieur d’art dramatique und erhielt im Jahr 2009 ihre erste Filmrolle in High Lane – Schau nicht nach unten! von Abel Ferry. An der Seite von Fabrice Luchini und Anaïs Demoustier spielte sie 2019 in Alice oder Die Bescheidenheit von Nicolas Pariser, und in der Teenager-Serie Voltaire High – Die Mädchen kommen übernahm sie ab 2021 die Rolle der Jeanne Bellanger. Ihr schauspielerisches Schaffen umfasst bis heute mehr als 60 Produktionen. 2023 erhielt Wyler eine Auszeichnung auf dem Fright Nights – the ultimate festival of fear für ihre Rolle in dem Kurzfilm Mantra.

## Filmographie (Auswahl)
- 2009: High Lane – Schau nicht nach unten! (Vertige)
- 2011: Louise Wimmer – Regie: Cyril Mennegun
- 2012: La mer à boire – Regie: Jacques Maillot
- 2013: 2 automnes 3 hivers – 2 Herbste 3 Winter (2 automnes 3 hivers)
- 2015: Tagebuch einer Kammerzofe (Journal d’une femme de chambre) – Regie: Benoît Jacquot
- 2018: Brath of Life (L’ordre des médecins)
- 2019: The Bare Necessity (Perdrix) – Regie: Erwan Le Duc
- 2019: Alice oder Die Bescheidenheit (Alice et le maire)
- 2021: Gib mir Dein Leben (La place d’une autre) – Regie: Aurelia Georges
- 2021: Voltaire High (Mixte)
- 2022: Wohin mit Jacques? (Qu’est-ce qu’on va faire de Jacques?) – Regie: Maroe Garel-Weiss
- 2023: Der Königsweg (La voie royale) – Regie: Frédéric Mermoud
- 2023: Die Welt existiert nicht (Le monde n’existe pas)
- 2024: Hors du temps – Regie: Olivier Assayas
- 2024: Auf hoher See (En haute mer, Fernsehvierteiler)

## Auszeichnungen
Schweizer Filmpreis 2024
- Auszeichnung in der Kategorie Beste Nebenrolle für La voie royale[2]